# Циганський табір

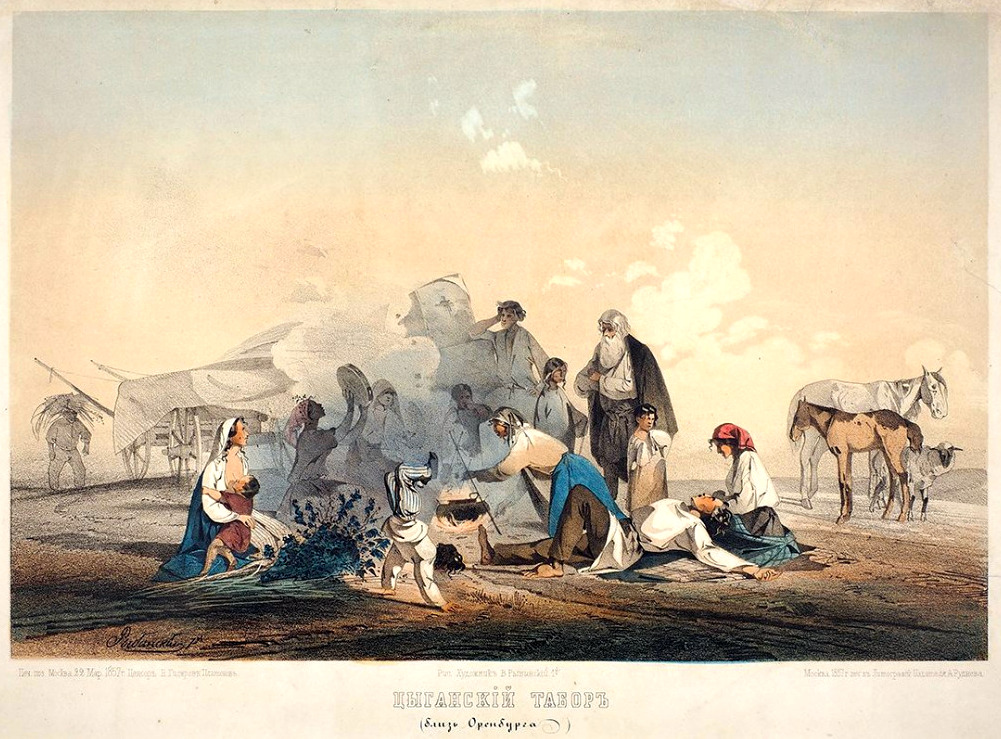
Василь Рибінський, «Циганський табір»

Циганський табір (табор) — форма побуту групи кочівних циган.
Традиційний циганський табір — це об'єднання кількох сімей. Члени табору — не обов'язково родичі. Вони кочували разом з різних причин — найчастіше з міркувань безпеки. Від табору будь-коли могла відокремитися одна із сімей. Зароблені гроші ділили на всіх, в тому числі на старих. Основною складовою табору, природно, була сім'я. Головною формою сім'ї була складна сім'я, авторитарність устрою якої відповідала суспільному ладові циган. Табір очолював вожак, ним ставав (без якоїсь формальної виборчої процедури) циган, який добре володів мовою місцевого населення, здатний відстояти інтереси табору, який користувався безумовним авторитетом.